# Carlo Lorenzo Cazzullo
Carlo Lorenzo Cazzullo (Gallarate, 30 gennaio 1915 – Milano, 3 maggio 2010) è stato uno psichiatra italiano.

## Biografia

### Nascita e studi universitari
Nasce a Gallarate il 30 gennaio del 1915.
Dopo la morte prematura del padre è costretto a conseguire il diploma di ragioniere, anche se nutre il desiderio di diventare medico e di specializzarsi in neuropsichiatria. Si laurea con lode nel 1940 in Medicina alla Scuola di Carlo Besta, l'Università degli Studi di Milano, diventando assistente di G.C Riquier ed è in questo periodo che, con lo scoppio della 2ª Guerra Mondiale, alla quale lui partecipa, da Ufficiale Medico, come membro CNL dei medici di Milano e provincia; diventa un attivo partigiano. .
Nel 1939 trascorse uno stage a Monaco di Baviera nella Clinica Psichiatrica diretta dal Professor O. Bumke dove perfeziona la conoscenza della lingua tedesca.
Nel 1940 vinse il Premio Puricelli per la miglior tesi di laurea in neurologia e la Borsa omonima per il perfezionamento della stessa, nel 1941 il premio Sangiorgio per le lingue estere e tre Premi di operosità Diviani (1941-'42-'43).

### Periodo U.S.A.
All'inizio del 1946 vinse una borsa di studio all'Institute for Medical Education americano per un soggiorno negli Stati Uniti. Questo concorso gli fu segnalato da Padre Agostino Gemelli.
Vinto il concorso chiese di essere accettato al Rockefeller Institute for Medical Research di New York.
In quel momento della sua vita incontrò Don Luigi Sturzo che gli facilitò l'ingresso alla Pontificia Commissione di Assistenza come “Sovraintendente Sanitario”.
Interessatosi di elettrofisiologia promosse una raccolta di fondi con l'aiuto di Arturo Toscanini e del cardinale Francis Joseph Spellman per l'acquisto del primo elettroencefalografo che spedì in Italia.
In seguito, passato alla New York State Psychiatric Institute and Hospital, aggregato alla Columbia University, dove fu Research Assistant, si occupò di ricerche sperimentali sull'encefalomielite, interesse che già coltivava fin dai primi studi milanesi.
L'esperienza americana l'orientò totalmente verso la disciplina psichiatrica che occupò tutta la sua vita di studioso e di clinico per gli anni a venire. Durante il periodo americano Armando Ferraro lo esorterà a tornare in Italia per separare la Psichiatria dalla Neurologia conferendone dignità come disciplina medica.

### Il rientro in Italia
Dopo un breve rientro in Italia nel 1948, tornò a New York nel 1949 per finire le ricerche sull'encefalomielite sperimentale allergica.
Tra le novità portate da New York vi fu l'indirizzo psicosomatico in medicina, praticato da Dunbar e da G. Daniels.
Quanto appreso durante i suoi studi in USA, riguardo a ciò, lo espose in una riunione della rinata Sezione Ligure, Lombarda, Piemontese della Società Italiana di Neuropsichiatria nel 1949.
La sua esposizione, sostenuta ad intervalli da Requier, trovò un riscontro negativo da parte di Berlucchi mentre De Lisi e Belloni ne furono interessati.
Da allora nacque la Società Italiana di Medicina Psicosomatica per merito di Ferruccio Antonelli con l'appoggio di Mario Gozzano.
Dopo la comparsa della clorpromazina e dell'imipramina e, in generale, dei primi psicofarmaci negli anni '50 per opera di J. Delay, J. M. Harl, P. Deniker, Cazzullo venne coinvolto maggiormente nella pratica psichiatrica.
Fino al 1958 non esisteva un insegnamento ufficiale specifico per la Psichiatria, ma solo un incarico.
Per opera del Professor G.C. Requier, Direttore della Clinica delle Malattie Nervose e Mentali dell'Università dell'Amministrazione provinciale di Milano, nasce la prima Cattedra italiana di Psichiatria.
Sempre nello stesso anno Cazzullo vinse il concorso di Cattedra per Malattie Nervose e Mentali e l'anno successivo venne chiamato a Milano come Primo Professore di Ruolo di Psichiatria.
Questa disciplina neo-nata, appariva però, come insegnamento facoltativo e complementare accanto a quello obbligatorio di Clinica delle Malattie Nervose e Mentali. 
Bisognerà aspettare il 1962 per avere il primo Concorso per Cattedra di sola Psichiatria.
Grazie alle pressioni del Professor Cazzullo il 18 novembre 1963 viene aperto, nel più importante Ospedale di Milano, il Policlinico Universitario, un Padiglione di Psichiatria d'Urgenza (Guardia II).
L'autonomia e il riconoscimento della Psichiatria, in maniera definitiva, si ottenne nel 1965 in occasione del primo Congresso della nascente Società di Neuropsicofarmacologia (SINPF) fondata dal Professor Emilio Trabucchi e dal Professor Cazzullo: grazie agli aiuti del Professor Belloni e del Professor Riquier, si ottenne, a fatica, l'assenso dei neurologi per la divisione della Scuola di Specializzazione in Malattie Nervose e Mentali in Scuola di Neurologia e Scuola di Psichiatria.
Le due discipline vennero riconosciute come tali nel 1966 con Decreto Ministeriale.

### Il progetto di separazione della Psichiatria dalla Neurologia
Nel 1968, con l'elezione di Cazzullo a Presidente della Società Italiana di Psichiatria, iniziò il cammino politico per far riconoscere per legge la Psichiatria.
In questo percorso ricevette l'appoggio di alcuni politici tra i quali l'Onorevole Oscar Luigi Scalfaro.
Il 29 aprile 1976 con la legge n°238 si sancisce definitivamente la separazione della Psichiatria dalla Neurologia.
In questo modo Cazzullo raggiunge l'obiettivo perseguito per tanti anni.

### Gli ultimi anni e la morte
Diviene continua e costante la sua collaborazione come esperto con l'Organizzazione Mondiale della sanità (WHO) e con la CEE per le nuove trasformazioni della Psichiatria. Un rapporto privilegiato è stato realizzato con la Cina Popolare dopo la missione ufficiale (Ministero Esteri) effettuata nel 1976 cui fece seguito la visita di un'analoga delegazione cinese nel 1982 e lo stage nell'istituto di Psichiatria di Milano di studiosi cinesi. Presidente della Società di Psichiatria per 18 anni, Onorario dal 1991, è autore di molte pubblicazioni sia su riviste italiani che straniere, nel 1993 ha pubblicato il trattato Psichiatria, in 3 volumi. A livello internazionale è stato insignito dell'Award della Sakel Foundation in biologia psichiatrica nel 1962 e nel 1996 dell'Albert Schweiter Gold Medal per i meriti acquisiti nel campo dell'umanizzazione della medicina. Il 14 settembre 2001, presso l'Università di Cagliari, il rettore dell'ateneo sardo, Pasquale Mistretta, gli ha conferito la laurea honoris causa in Psicologia.  Muore il 4 maggio 2010 a Milano all'età di 95 anni.

## I suoi studi e i suoi progetti

### Contributi alla Medicina
Nei primi anni dei suoi studi Carlo Lorenzo Cazzullo coltivò alcune passioni, in particolar modo: la biologia e la semeiologia neurologica.
L'interesse per la biologia nacque grazie alla stima che nutrì nei confronti di Albert Szent-Györgyi con il quale avrebbe dovuto fare uno stage che fu impedito dall'arrivo della guerra.
L'amore per la semiologia neurologica si sviluppò grazie al contatto con il Professor Carlo Besta, maestro di semiologia che lui stimò e grazie al quale ottenne lo spettrofotometro di Pulphrich per i suoi studi.
SI dedicò grazie all'aiuto del Professor R. Grisani alla ricerca dell'acido nicotinico e dell'acido ascorbico nel liquor e nel sangue di pazienti neurologici.
Una particolare attenzione dedicò alla farmacologia dei sali di Litio e degli antidepressivi.
Attuò degli studi sugli antigeni di istocompatibilità HLA nella schizofrenia e quindi nell'epilessia maligna (sindrome di Lennox), nella Sclerosi Multipla.
Altrettanto importanti furono i suoi studi di Neurochimica che hanno permesso la scoperta della N-Metilnicotinamide come marker biologico delle distimie (mania e depressione).
Si dedica, in modo particolare, allo studio della schizofrenia e degli psicofarmaci, in seguito si occuperà anche di psicoimmunologia in ambito nazionale e internazionale.
Durante il periodo trascorso in america acquisì maggiormente la consapevolezza di voler incentrare i suoi studi sul versante psichico.
Il Professor Cazzullo farà parte del gruppo di ricerca di Affori, assieme ad altri studiosi, con i quali si occupò di Psichiatria biologica interesse che lo porterà ad essere uno dei tre Membri d'Onore della Società Mondiale della stessa. In particolar modo, intraprese ricerche sperimentali: sulla flogosi immunologica nella schizofrenia, sul disturbo ossessivo-compulsivo, sulla malattia di Alzheimer

### Fondazioni
13 marzo 1985 a Milano, Carlo Lorenzo Cazzullo fonda con i coniugi Tito e Fanny Legrenzi e Adriana Cazzullo, l'Associazione Ricerche sulla Schizofrenia. I suoi obiettivi fondamentali sono la promozione e lo sviluppo dei rapporti di solidarietà con le famiglie delle persone affette dalle più diverse malattie psichiche.

## Pubblicazioni
Carlo Lorenzo Cazzullo è autore e coautore di circa 600 pubblicazioni in italiano e varie lingue straniere. Ha scritto più di 25 libri di Psichiatria e discipline affini.
- Sulfamidici e sistema nervoso, 1947.
- Higher Nervous Activity, Vol. I e II, 1968.
- Riabilitazione Psicosociale in malati Neurologici, 1980.
- Rapporto Medico-Paziente, 1980.
- Il Dosaggio Plasmatico dei Farmaci Neuropsicotropi, 1981.
- L'inconscio e le Scienze, con A. Balestrieri, 1983.
- Studi sulla Famiglia, 1984.
- La Schizofrenia in Età Evolutiva, 1984.
- La Depressione: condizione esistenziale o insidia biologica?, 1984.
- Fenomenologia: Filosofia e Psichiatria, con C. Sini, 1984
- Virology and Immunology in Multiple Sclerosis: Rationale for Therapy, 1987.
- Le condotte suicidarie, 1987.
- Psicofarmacologia oggi, 1987.
- Etiopathogenetic Hypothesis in Schziphrenia, 1987.
- Schizophrenia: an Integrative View, Vol. I e II, 1985-1987.
- Aspetti tossicologici dell'uso clinico di composti neuropsichici, 1988.
- Plasticity and Morphology of the Central Nervous System, 1990.
- AIDS: Insidia Biologica e Disagio Psicosociale, 1990.
- Le molte facce della memoria, 1990.
- Epilessia ed Eventi Psicopatologici, 1990.
- Assistenza Territoriale. Joint Meeting with the Royal College of Psychiatrists, 1990.
- La Sclerosi Multipla: aspetti eziopatogenetici e clinici, 2ª edizione, 1993.
- Psichiatria. Trattato in tre Volumi, 1993.
- La Schizofrenia. 100 domande e 100 risposte., 1994.
- Terapie familiari e psicoeducazione, 1995.
- Schizofrenia e ambiente, 1998.
- Disturbi dell'alimentazione, 1999.
- Breve storia della Psichiatria italiana vista da un protagonista, 2000.
- Le ferite dell'anima. I meandri della vergogna, 2003.
- Un medico per la Libertà, 2005.[9]